# Хоселу
Хосе Луис Санмартан Мато – Хоселу е испански футболист, нападател на катарския Ал-Гарафа.

## Кариера
Започва професионалната си кариера в дубъла на Селта едва 14-годишен. В първите си три сезона за втория тим не успява да отбележи нито едно попадение. В следващите 2 сезона отбелязва 8 гола. През 2008/09 е прехвърлен в първия състав и записва две срещи. От 2009 играе за Реал Мадрид Кастиля. През 2009/10 е върнат на Селта под наем. Записва 4 гола в 24 мача. През 2010/11 с екипа на дублиращия тим на Реал вкарва общо 14 гола в третия ешелон на испанския футбол. В 38-ия кръг на Ла Лига 2010/11 записва 10 минути за първия тим, в които отбелязва и попадение след асистенция на Кристиано Роналдо. През следващия сезон играе само за Кастиля и помага на отбора да се върне в Сегунда дивисион. През лятото на 2012 преминава в Хофенхайм.